# Гайпойнт (Огайо)
Гайпойнт (англ. Highpoint) — переписна місцевість (CDP) в США, в окрузі Гамільтон штату Огайо. Населення — 1558 осіб (2020).

## Географія
Гайпойнт розташований за координатами 39°17′21″ пн. ш. 84°20′50″ зх. д. / 39.28917° пн. ш. 84.34722° зх. д. (39.289176, -84.347132).  За даними Бюро перепису населення США в 2010 році переписна місцевість мала площу 0,89 км², уся площа — суходіл.

## Демографія
Згідно з переписом 2010 року, у переписній місцевості мешкали 1503 особи в 578 домогосподарствах у складі 415 родин. Густота населення становила 1686 осіб/км².  Було 621 помешкання (697/км²).
Расовий склад населення:
| - 85,8 % — білих - 4,7 % — чорних або афроамериканців - 2,9 % — азіатів - 1,1 % — вихідців з тихоокеанських островів - 0,2 % — корінних американців - 2,5 % — осіб інших рас |

До двох чи більше рас належало 2,9 %. Частка іспаномовних становила 4,3 % від усіх жителів.
За віковим діапазоном населення розподілялося таким чином: 24,7 % — особи молодші 18 років, 66,5 % — особи у віці 18—64 років, 8,8 % — особи у віці 65 років та старші. Медіана віку мешканця становила 35,9 року. На 100 осіб жіночої статі у переписній місцевості припадало 96,5 чоловіків;  на 100 жінок у віці від 18 років та старших — 94,2 чоловіків також старших 18 років.
Середній дохід на одне домашнє господарство  становив 69 814 долари США (медіана — 71 397), а середній дохід на одну сім'ю — 74 543 долари (медіана — 75 000). За межею бідності перебувало 5,6 % осіб, у тому числі 2,7 % дітей у віці до 18 років та 12,9 % осіб у віці 65 років та старших.
Цивільне працевлаштоване населення становило 590 осіб. Основні галузі зайнятості: освіта, охорона здоров'я та соціальна допомога — 19,0 %, науковці, спеціалісти, менеджери — 18,3 %, виробництво — 16,8 %, транспорт — 16,6 %.